# Lordomyrma sarasini
Lordomyrma sarasini är en myrart som först beskrevs av Carlo Emery 1914.  Lordomyrma sarasini ingår i släktet Lordomyrma och familjen myror. Inga underarter finns listade i Catalogue of Life.